# Eleonora Scopelliti
Eleonora Scopelliti (Roma, 2 marzo 1980) è una ballerina, coreografa e attrice italiana.

## Biografia
Nata a Roma si diploma presso la Scuola del Teatro dell'Opera di Roma nel 2000 , dopo aver partecipato a diverse opere liriche, tra cui il ruolo da solista "la luna" nella Turandot, e prima ballerina presso il Teatro dell'Opera del Cairo e di Alessandria decide di approdare in televisione prendendo parte a vari corpi di ballo di trasmissioni Rai e Mediaset. Dopo qualche esperienza nel cinema tra cui quella del film "Nine" diretto dal regista "Rob Marshall", nel 2009 approda come ballerina professionista al talent show "Amici di Maria De Filippi".

### Vita privata
Nel 2006 si sposa con il modello Humberto Glaffo, e nel 2017 annuncia la futura nascita del loro primo figlio Liam.

## Carriera

### Cinema e Televisione

#### Programmi
- 1999 - Per tutta la vita, Raiuno - ballerina.
- 1999 e 2002 - La vita in diretta, Raiuno - ballerina.[3]
- 2000-2001 - Sarabanda, Italia 1 - ballerina.[2][4]
- 2001 - Festival di Castrocaro, Raiuno - ballerina.
- 2001-2002 - Buona Domenica, Canale 5 - ballerina.[2][3][4]
- 2001-2002 - C'è posta per te, Canale 5 - ballerina.[3]
- 2002 - Un posto al sole, Raitre - attrice.[4]
- 2002 - Sanremo estate, Raiuno - ballerina.[3][4]
- 2002 e 2004 - Alle falde del Kilimangiaro, Raitre - ballerina.[3]
- 2002-2003 - Chiambretti c'è, Raidue - ballerina.[4]
- 2003 - Novecento, Raitre - ballerina.
- 2003 - David di Donatello, Raiuno - ballerina.
- 2003-2004 - Sarabanda, Italia 1 - ballerina.[3][4]
- 2004 - La notte dei campioni, Raidue - ballerina.
- 2004-2005 Scherzi a parte, Canale 5 - attrice.[4]
- 2004-2005 - Domenica In, Raiuno - ballerina.[2]
- 2005 - Un ciclone in famiglia, Canale 5 - attrice.[1]
- 2005 - La notte delle sirene, Raidue - ballerina.
- 2005 - Buon Compleanno Estate, Raidue - ballerina.
- 2006 - Napoli prima e dopo, Raiuno - ballerina.
- 2007 - Stasera mi butto, ballerina.[4]
- 2007 - Fuoriclasse, ballerina.[3][4]
- 2006-2008 - La Corrida, Canale 5 - ballerina.[2][3]
- 2008 - Pyramid, Raidue - ballerina.
- 2009-2013 - Amici di Maria De Filippi, Canale 5 - ballerina.
- 2011 - Ciak... si canta!, Raiuno - prima ballerina.
- 2013 - Sogno e son desto di Massimo Ranieri, Raiuno - ballerina.
- 2014 - Il meglio d'Italia , di Enrico Brignano, Raiuno - ballerina.
- 2014-2016 - Domenica Cinque, Canale 5 - ballerina.
- 2021 - Chef in campo, Alma TV - concorrente.

#### Film
- Ricordati di me, regia di Gabriele Muccino[1][4]
- Commediasexi, regia di Alessandro D'Alatri[1][4]
- Nine, regia di Bob Marshall[1][2]
- Solo metro, regia di Michele Placido[1][4]
- Un'avventura, regia di Marco Danieli

#### Spot TV
- Divani e divani[4]
- Tezenis
- Richmond
- L'Oreal
- Vichy
- Kellogg's
- NGM
- Labello
- Morellato
- Velvet - Dr. School
- Playboy Profumo
- Dream fashion
- Kinder
- Sky - per il canale National Geographic
- Pubblicità Progresso per la Rai
- Home Shopping Europe - presentatrice televendite per il Canale 57

#### Videoclip
- Buoni o cattivi di Vasco Rossi[6][4]
- Gattomatto[4]
- Seven Nation Army[4]
- Killer's Song[4]
- Sexy[4]
- Guardarti dentro
- Gente Felice
- Rimani di Max Corfini

## Teatro
- Movimento
- Turandot[2]
- Extasi
- Unico Grande Amorel
- A briglie sciolte
- Pablo e Pedro
- A porte chiuse[2]

## Moda e pubblicità
- Tecnodanza - testimonial
- Dream fashion - testimonial
- Radiosa - sfilata
- Via delle Perle - sfilata testimonial
- Gattinone - sfilata ballata
- Adidas - sfilata ballata
- Penny & Sullivan - campagna pubblicitaria
- Tute Ferrari - campagna promozionale
- Piccole Donne - testimonial
- Calze Levante - testimonial

## Premi
- 1996 - Concorso Civitacastellanna - Prima classificata
- 2011 - "Roma è... Arte"[4]
- 2014 - Galà dell'arte per la Ricerca - Eccellenza nella Danza[7]